# The Ramanujan Journal
The Ramanujan Journal est un journal scientifique à comité de lecture couvrant tous les domaines des mathématiques, mais plus particulièrement ceux influencés par le mathématicien indien Srinivasa Ramanujan. Son fondateur (en 1997) et éditeur en chef est le mathématicien Krishnaswami Alladi.